# ده نو يك (ده كردي)
ده نو يك (بالفارسية: ده نو 1) هي مستوطنة تقع في إيران في البلدة المركزية. يقدر عدد سكانها بـ 46 نسمة .